# Firmicutes
Firmicutes — відділ бактерій, більшість з яких грам-позитивні. Деякі (клас Mollicutes), зовсім не мають клітинної стінки і не фарбуються за Грамом, але не мають і зовнішньої мембрани, знайденої в інших грам-негативних формах. Спочатку до Firmicutes включали всіх грам-позитивних бактерій, але зараз вони обмежуються основною групою пов'язаних форм, так званою групою низького вмісту G+C, на відміну від Actinobacteria. Вони мають круглі клітини, які називають коками (хоча деякі представники мають паличкоподібні та спіральні форми).
Багато Firmicutes утворюють ендоспори, які є дуже стійкими до висушування і можуть витримувати екстремальні умови. Вони знайдені в різних навколишніх середовищах, деякі з них — відомі патогени. Члени однієї родини, Heliobacteriaceae, отримують енергію через фотосинтез.
Група традиційно поділялася на Clostridia (переважно анаероби), Bacilli (облігатні або факультативні аероби), і Mollicutes. На молекулярних деревах перші дві групи часто показуються як парафілетичні або поліфілетичні до їх основних родів, Clostridium і Bacillus, хоча підтримка цих даних слабка. Можливо, пізніше ці групи будуть переглянуті.
Найвідоміші роди Firmicutes включають:
Bacilli, ряд Bacillales
- Bacillus
- Listeria
- Staphylococcus

Bacilli, ряд Lactobacillales
- Enterococcus
- Lactobacillus
- Lactococcus
- Leuconostoc
- Streptococcus

Clostridia
- Acetobacterium
- Clostridium
- Eubacterium
- Heliobacterium
- Heliospirillum
- Sporomusa

Mollicutes
- Mycoplasma
- Spiroplasma
- Ureaplasma
- Erysipelothrix